# Laminär strömning

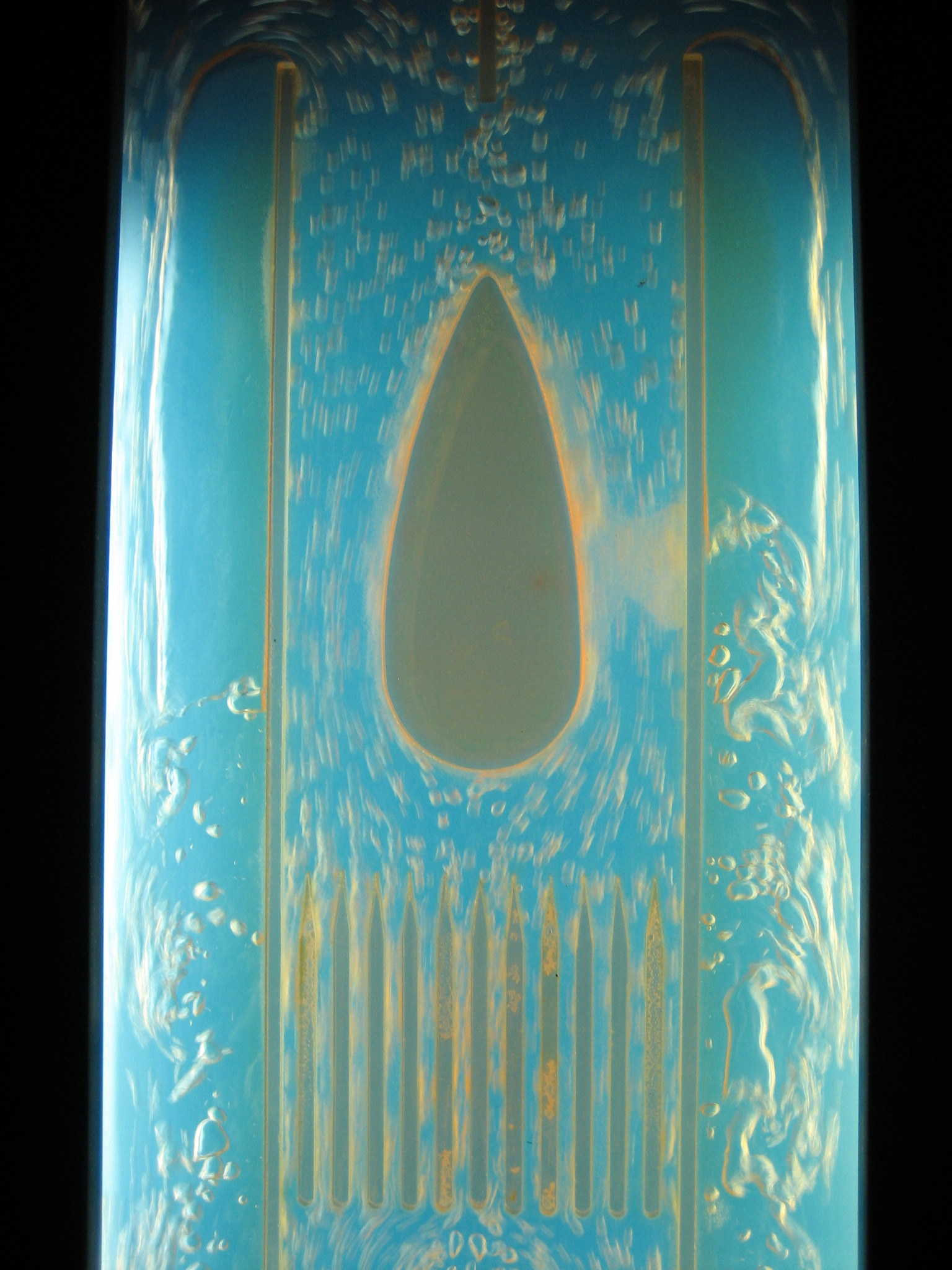
Simulerad laminär strömning

Laminär strömning, laminärt flöde, är i strömningsmekaniken en strömning som i motsats till turbulent strömning följer parallella linjer utan att blandas.
Sådan strömning förekommer vid låga Reynolds-tal, vilket innebär att de viskösa krafterna är stora jämfört med tröghetskrafterna.
Reynoldstalet är definierat som
{\displaystyle Re={\frac {UL}{\nu }}}
där {\displaystyle U} är mediets hastighet ({\displaystyle {\textrm {m}}/{\textrm {s}}}), {\displaystyle L} är en typisk längdskala för strömningen, till exempel rördiameter ({\displaystyle {\textrm {m}}}), och {\displaystyle \nu } är mediets kinematiska viskositet ({\displaystyle {\textrm {m}}^{2}/{\textrm {s}}}). 
Praktiska exempel med laminär strömning är olja (hög viskositet) i små rör (små dimensioner) med låga hastigheter. Medier som luft och vatten har lägre viskositet och har nästan alltid turbulent flöde i normala tekniska anordningar.
Med ökande strömningshastighet kan ett omslag ske från laminär till turbulent strömning.